# Never Ever (canção de Ayumi Hamasaki)
NEVER EVER é o 21º single da cantora Ayumi Hamasaki, lançado dia 7 de março de 2001. O single foi lançado três semanas antes do lançamento da sua primeira coletânea A BEST, assim como o álbum, Ayumi não queria lança-lo tão cedo, mais foi forçada pela sua gravadora a lança-lo. "NEVER EVER" foi usada em um comercial de bebidas Kirin "Sapuri". O single estreou em 1º lugar na Oricon e ficou por 12 semanas, Vendendo 756.980 cópias e foi o decimo sexto single mais vendido de 2001. 
A terceira faixa do single "SEASONS (H-H Remix)" tornou-se bastante popular, e em outubro de 2007, seis anos e meio após seu lançamento, apareceu como a terceira faixa mais baixada no Japão de acordo com a mu-mo.

## Faixas
| N.º | Título                                    | Duração |  |
| 1.  | "NEVER EVER (original mix)"               | 4:43    |  |
| 2.  | "NEVER EVER (Yuta's Prayer mix)"          | 6:01    |  |
| 3.  | "SEASONS (H-H Remix)"                     | 6:09    |  |
| 4.  | "NEVER EVER (Project O.T mix)"            | 4:37    |  |
| 5.  | "NEVER EVER (Laugh&peace mix)"            | 4:31    |  |
| 6.  | "NEVER EVER (Empty Pot Shuttlecock Wood)" | 4:18    |  |
| 7.  | "evolution (Ayu Can Hear U Mix)"          | 7:26    |  |
| 8.  | "NEVER EVER (Nicely Nice Hot Stab Remix)" | 3:49    |  |
| 9.  | "NEVER EVER (Tears of Aquarius mix)"      | 4:30    |  |
| 10. | "NEVER EVER (original Mix-instrumental)"  | 4:40    |  |

## Oricon & Vendas
| Parada                           | Posição | Total de Vendas | Semanas |
| -------------------------------- | ------- | --------------- | ------- |
| Oricon Parada Diária de Singles  | 1       | 756.980         | 12      |
| Oricon Parada Semanal de Singles | 1       | 756.980         | 12      |
| Oricon Parada Anual de Singles   | 16      | 756.980         | 12      |